# Васильєв Валерій Опанасович
Вале́рій Опана́сович Васи́льєв (12 січня 1946) — український військовик. Військовий льотчик 1-го класу. Генерал-лейтенант. Командувач Військово-повітряних сил Збройних Сил України (1992–1993).

## Біографія
Народився 12 січня 1946 року в селі Шелухівці Краснопільського району Могильовської області (Білоруська РСР). Закінчив Качинське вище військове авіаційне училище льотчиків, Військово-повітряну академію ім. Ю. Гагаріна та Військову академію Генерального штабу Збройних Сил СРСР.
Колишній командувач 24-ї Повітряної армії Верховного Головнокомандування збройних сил Радянського Союзу. 23 квітня 1992 року за рекомендацією Міністра оборони України і військового льотчика Костянтина Морозова призначений на посаду командувача Військово-Повітряних Сил України. За цей час проведено велику кількість організаційних заходів, зумовлених вимогами нової Воєнної доктрини України, закладено новий фундамент у розбудову Військово-Повітряних Сил України. Керівництво ВПС на чолі з Валерієм Васильєвим планувало на першому етапі створити управління ВПС на базі штабу 24-ї авіаційної армії (Вінниця). Формувалися чотири групи оперативного управління: на заході України (Львів), на південному заході (Одеса), група управління Військово-транспортної авіації, а також резерву і підготовки кадрів. 17 березня 1992 року командувач ВПС Васильєв доповів Міністру оборони України про завершення створення на базі 24-ї Повітряної армії Командування ВПС Збройних Сил України. Наказом Міністра оборони від 17 лютого 1993 р. призначений командувачем авіації - заступником командувача ВПС України. Під керівництвом генерал-лейтенанта авіації Валерія Васильєва в жовтні 1993 року була підготовлена одна з перших українських миротворчих місій з надання авіацією ВПС України гуманітарної допомоги Грузії.
21 червня 1994 р. звільнений у запас із Збройних Сил України.

## Нагороди та відзнаки
- Орден Червоного Прапора,
- Орден «За службу Батьківщині в Збройних Силах СРСР» ІІІ ст.,
- іншими орденами і медалями СРСР та України.